# Ontmoeting (tijdschrift)
Ontmoeting was een Nederlands protestants-christelijk literair tijdschrift dat tussen 1946 en 1964 werd uitgegeven.

## Geschiedenis
De eerste redactie van het letterkundige maandblad, dat op de reformatorische gezindte gericht was, bestond uit Kees Rijnsdorp, Pieter Johannes Risseeuw en Dingeman van der Stoep. Na vijf jaar volgde een tijdelijke stop omdat de oorspronkelijk gestelde doelen niet behaald werden. Echter nog datzelfde jaar was er een doorstart met dezelfde redactie en vijf jaar zonder verdere veranderingen.
In 1957 vond er een verjonging van de redactie van Ontmoeting plaats. Met de komst van Ad den Besten, Willem Barnard en Jan Willem Schulte Nordholt was er de hoop aansluiting te vinden op de veranderende wereld en de jongere lezer. In 1961 volgde opnieuw een wisseling binnen de redactie. Twee jaar later werd het jongerentijdschrift Travee overgenomen en werden ze samengevoegd.
Uiteindelijk hield het blad geen stand en mede door de ontzuiling van Nederland stopte Ontmoeting in 1964 te bestaan.

## Medewerkers
Een selectie van medewerkers die een bijdrage hebben geleverd aan Ontmoeting:
- Hein de Bruin
- Elisabeth Cheixaou
- Koos van Doorne
- Lidy van Eijsselsteijn
- Dick van Halsema
- Gerrit Kouwenaar
- Jan 't Lam
- Inge Lievaart
- Lidy van Marissing
- Durk van der Ploeg
- Fem Rutke
- Anthonie Stolk